# جون ليتل (كرة سلة)
جون ليتل (بالإنجليزية: John Little)‏ مواليد 24 سبتمبر 1984 في بيوريا، هو لاعب كرة سلة أمريكي. بدأ مسيرته الاحترافية في سنة 2007. لعب مع بي جي غوتنغن في الدوري الألماني من سنة 2008 إلى 2011، ثم لعب مع نيكار ريزن لودفيغسبورغ في موسم 2014–2015، ثم لعب مع سكايلاينرز فرانكفورت في الدوري الألماني في موسم 2015–2016.
انضم جون لبرنامج جامعة نورثرن أيوا الخاص برياضة كرة السلة للرجال، بعد مسيرة لعب احترافية بأوروبا لعشر سنوات.

## روابط خارجية
- جون ليتل على موقع كرة السلة الأوروبية.كوم (الإنجليزية)
- جون ليتل على موقع كلية كرة السلة في سبورتس رفرنس.كوم (الإنجليزية)
- جون ليتل على موقع ريلجم (الإنجليزية)
- جون ليتل على موقع بروبوليرز (الإنجليزية)
- جون ليتل على موقع سبورتس رفرنس (الإنجليزية)